# 小高笑子
小高 笑子（おだか えみこ、1962年12月14日 - ）は、日本の元女子バレーボール選手。1984年ロサンゼルスオリンピックバレーボール女子銅メダリスト。

## 球歴
- 全日本代表 - 1982-1985年

## 所属チーム
- 町立越生中
- 川越商業高校
- 日立（1981-1987年）